# Jaya Harivarman Ier
 Jaya Harivarman Ier  ou Chế Bì La Bút  souverain du royaume de Champā de 1147 à vers 1160 de la  XIe Dynastie Cham

## Contexte
En 1145, le roi khmer Suryavarman II attaque le royaume de Champa, chasse le roi Jaya Indravarman III et désigne comme vice roi du Champa; son beau-frère le prince Harideva auquel s'oppose en vain Rudravarman IV  de son nom posthume Brahmaloka, dans le sud. Le fils de ce dernier et de la reine Paramasundari,  Le prince Sivānandava, se fait reconnaître roi sous le nom de Jaya Harivarman Ier et pour faire face aux empiétements des Khmers il se retire au Panduranga ou il crée une nouvelle capitale Vijaya (Champa) et se fait couronner « Roi des Rois » en 1149 
En 1150 il repousse une attaque du Dai Viet et conclut une alliance avec le futur roi  Jayavarman VII, alors commandant des troupes Khmers de son père Dharanindra Varman II,  pour combattre les tribus montagnardes qui ont proclamé roi son frère Vamsarāja. En 1154, il offre à empereur Lý Anh Tông qui l'accepte une de ses filles comme épouse mais jusqu'en 1160 il doit faire face à la révolte des royaumes vassaux Chams du Panduranga qu'il finit par vaincre. Il disparaît vers 1160/1162 et son fils Jaya Harivarman II doit faire face peu après à un usurpateur Jaya Indravarman IV.

## Sources
- Anne-Valérie Schweyer, Le Viêt Nam ancien, Paris, Les Belles Lettres, 2005, 320 p. (ISBN 9782251410302)
- Georges Maspero “Le Royaume De Champa.” T'oung Pao Chapitre VII (suite) , Second Series, Vol. 12, No. 3 (1911) p. 291-315 (25 pages)JSTOR, www.jstor.org/stable/4526131. Consulté le 30 décembre 2020.